# Гумно

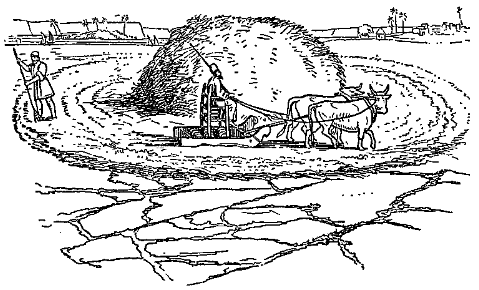
Гумно. Хлеб молотят диканей — примитивным орудием вроде саней для отделения зёрен от колосьев

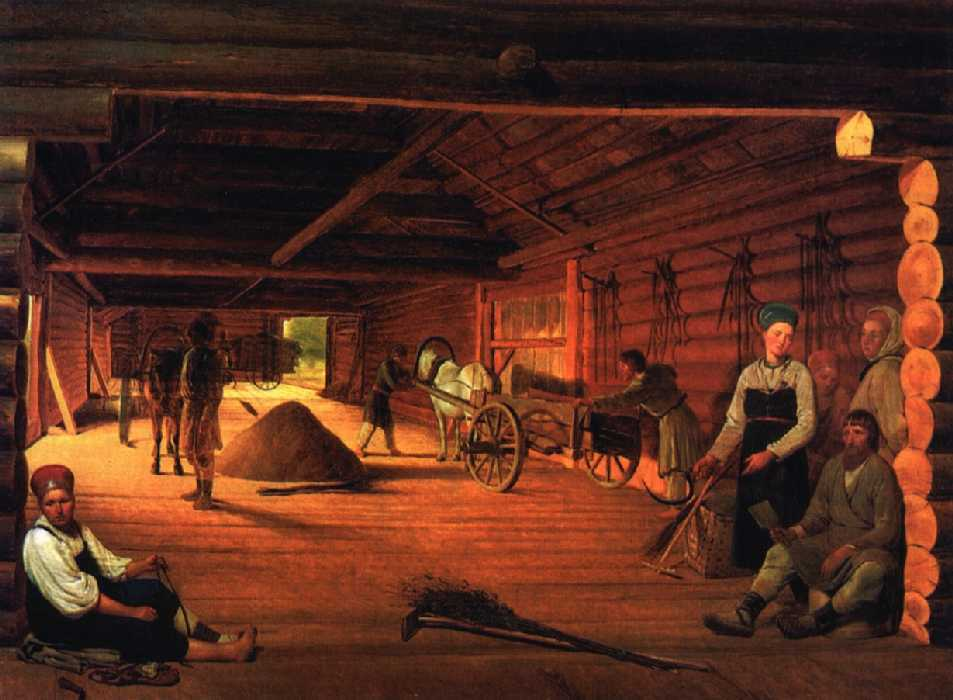
А. Венецианов, «Гумно». 1821 год

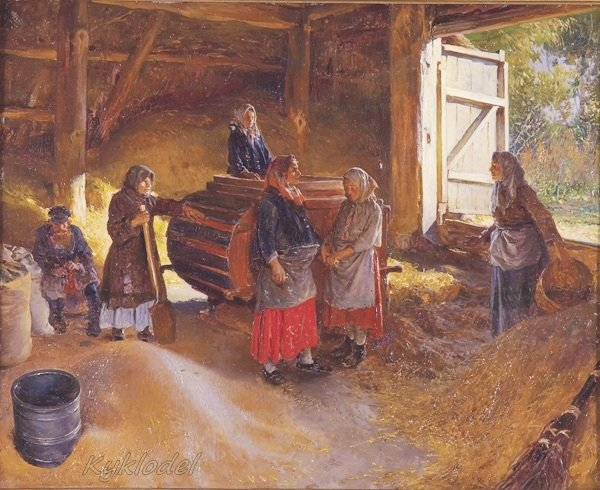
К. Лебедев. «Гумно». 1894 год

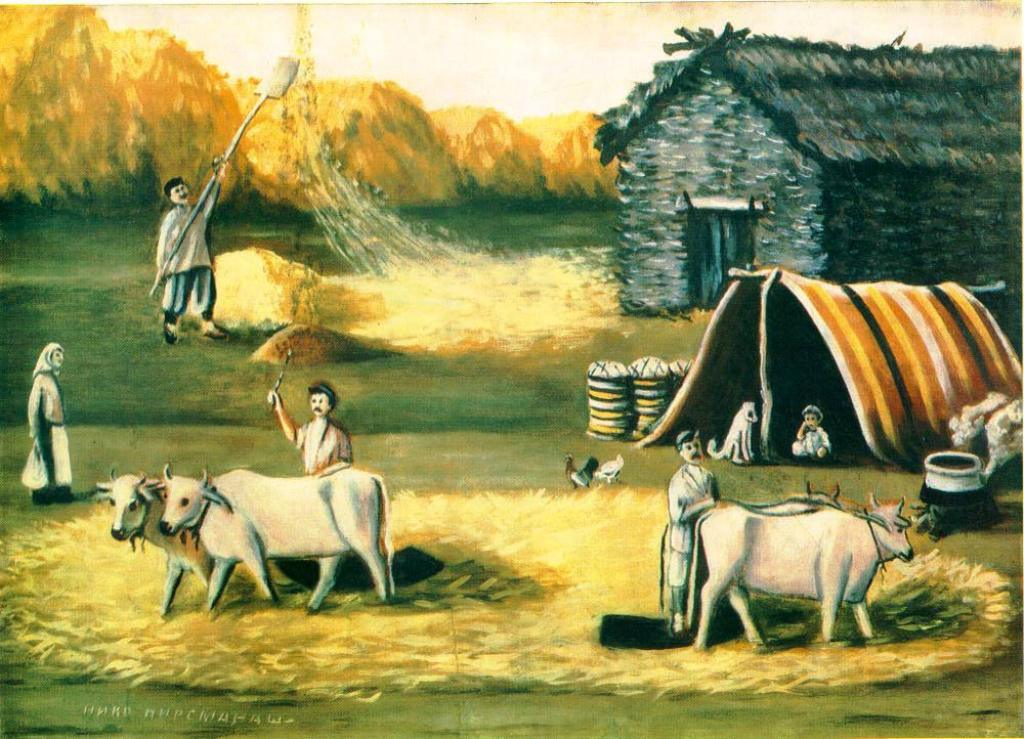
Нико Пиросмани. «На гумне», 1916 год

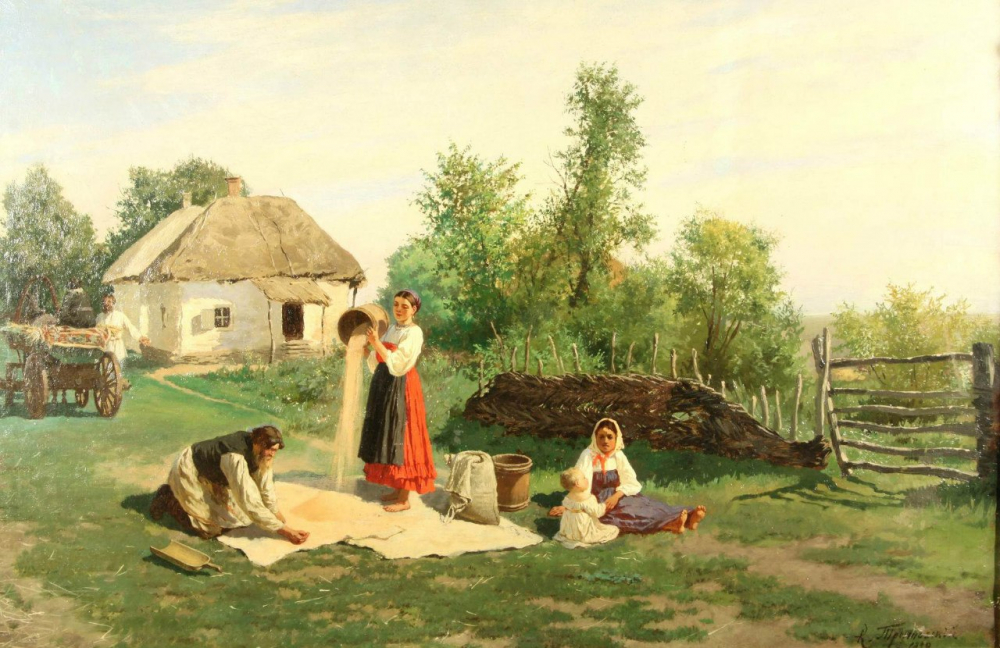
К. Трутовский. «Лето в деревне» (Веяние)

Гумно́, гувно или ток (старорусское токъ, укр. тік, болг. ток, пол. tok) — расчищенный, часто огороженный, утоптанный участок земли, на котором в крестьянских хозяйствах складывали скирды необмолоченного жита, проводили его обмолот, а также веяние зерна.
На гумне иногда устраивали навесы, размещали овин. Часть гумна, предназначенная для обмолота хлеба, очистки и сортирования зерна, называется током.
Этимологически оба варианта термина отражают перенос описания старинного приёма по обработке урожая (когда домашняя скотина прогонялась по очищенному от растительности участку с выложенным житом) на само место молотьбы:
- гумно — букв. «скотина мнёт, топчет скошенный хлеб» (древнее сложение из *gu- (лежит в основе говя́до) и корня мять, мну, сравните лит. minù, mìnti «давить (ногами)»)[3];
- ток — букв. «бег (лошадей, с помощью которых молотят скошенный хлеб)», от «течь» в значении «двигаться»[4].

На гумне может стоять деревянное сооружение, называемое ригой или овином, в котором сушатся снопы и молотится зерно. Также для молотьбы зерна может быть возведён отдельный деревянный сарай, называемый клуней. Иногда под гумном понимают одно большое деревянное сооружение, построенное для вышеперечисленных целей. В больших хозяйствах для надсмотра за гумном назначается человек, называемый гуменщиком (гуменником) или гуменным.
С победой промышленной революции — площадка с машинами и оборудованием для обмолота зерновых (ржи, ячменя, пшеницы, овса) и семенных (конопли, льна, гороха).

## История
Гумна имеют древнее происхождение, и невозможно сказать, когда они появились на Руси. Им предшествовали простейшие тока — широкие и длинные площадки, предназначенные для молотьбы, вымощенные утрамбованной глиной. Богатые или среднего достатка крестьянские хозяйства имели собственные гумна (крытые тока); крестьянские хозяйства победнее имели одно гумно на два-три двора. Гумно, в широком смысле, задняя часть крестьянского двора (усадьбы). Коллективизация в Союзе ССР привела к объединению и перестройке гумен из малых в большие. В 1950-е-1970-е годы потребность в гумнах стала отпадать.

## Устройство
Гумно (большой деревянный сарай (помещение)), бывали рублёные, плетневые (мазаные, ухиченые), битые (глиняные), редко каменные, и состояли из трёх частей:
- средней широкой, собственно тока, пол которой сделан из тщательно пригнанных друг к другу плах;
- и двух узких, по бокам, куда укладывают солому после обмолота.

В торцовых стенах двое широких ворот образуют сквозной проход (проезд). Как правило крестьянские хозяйства гумно и овин ставили рядом друг с другом, и нередко их соединяли в одно целое; такая постройка позволяла молотить хлеб даже в непогоду.

## В Библии
Гумно упоминается в Библии: "Не медли [приносить Мне] начатки от гумна твоего и от точила твоего..." Исх. 22:29. 
Толкование: "Святые движения чувств наших, которые есть следствие добродетели, – это и есть начатки гумна духовного, потому проводится сравнение с гумном деревенским, на котором веют хлеб." (Амвросий Медиоланский)

## В культуре
Гумно изображено на одноимённой картине А. Г. Венецианова. Упоминается в стихотворениях М. Ю. Лермонтова «Родина», И. Бродского «Я входил вместо дикого зверя в клетку», в повести Н. Гоголя Заколдованное место. Также на гумне происходит последнее (пятое) действие пьесы Льва Толстого «Власть тьмы».

## Пословицы и поговорки
- «Есть на гумне, будет и в суме.»
- «Нет хлеба, так гумно на овин.»
- «Ума три гумна, да сверху не покрыты.»
- «У дурака что на уме, то и на гумне, пусто.»
- «Не купи гумна, купи ума.»
- «У богатого гумна и свинья умна.»
- «Хорошо свинье кругом барского гумна.»
- «На чужом гумне нет корысти мне.»
- «Чужая душа не гумно: не заглянешь.»
- «У нас метёт метла поперёк гумна, без разбора.»
- «У нас метёт метла поперёк гумна, без причуд.»
- «Гумна не столбовая дорога.»
- «Ума — два гумна, да баня без верху.»
- «Каков на гумне, таков и на войне.»